# Jonny Storm
Pour les articles homonymes, voir Whitcombe et Storm.
Jonathan Whitcombe (né le 19 avril 1977) est un catcheur anglais, plus connu sous le nom de Jonny Storm. Il catche dans différentes promotions du Royaume-Uni, incluant la Frontier Wrestling Alliance, Real Quality Wrestling et la One Pro Wrestling. Aux États-Unis à la Ring of Honor, Pro Wrestling Guerrilla, Combat Zone Wrestling, et la Total Nonstop Action Wrestling, et au Japon.

## Carrière

### Promotions anglaises et européennes
Storm débute à la  Frontier Wrestling Alliance (FWA), et y catche depuis régulièrement. Il a aussi catché à la All-Star Wrestling. Storm débute ensuite en mars 2005 à la Irish Whip Wrestling, où il entame une rivalité avec M-Dogg 20. Storm devient l'un des entraîneurs du show télé de la chaîne ITV, Celebrity Wrestling en 2005. Storm catche ensuite un peu partout en Europe dans différentes promotions indépendantes comme la German Stampede Wrestling, Real Quality Wrestling, Rings of Europe et la Dutch Championship Wrestling. Toujours en 2005, il remporte le titre suprême de la Fédération Francophone de Catch.
Il entame ensuite une rivalité avec son ami Jody Fleisch, dans différentes promotions des États-Unis et de l'Angleterre. Il catche alors régulièrement à la One Pro Wrestling, où avec Fleisch, il remporte le 1PW Tag Team Champions, après avoir battu A.J. Styles et Christopher Daniels le 26 mai 2006 en finale du tournoi. Le 1er janvier 2007, il remporte le titre Athletik Club Wrestling Wrestling Challenge Championship sur Toby Nathland, mais Nathland le bat le 15 décembre 2007. Le 23 mars 2007, Storm bat Maddog Maxx pour remporter le titre Celtic Wrestling Heavyweight Championship, mais le perd face à Maxx au mois de juillet.

### Circuit japonais
Storm participe, entre 2004 et 2005, à plusieurs shows de la promotion Pro Wrestling Zero1. Il décroche avec son partenaire Jody Fleisch un match pour les titres NWA International Lightweight Tag Team. Rencontre finalement perdue contre les champions en titre, Ikuto Hidaka & Minoru Fujita.

### Circuit indépendant américain
Storm catche à la Xtreme Pro Wrestling (XPW), et participe au tournoi pour couronner le premier XPW European Champion, il remporte le titre en battant Jerry Lynn en finale du FWA show en Angleterre. A la Combat Zone Wrestling (CZW) show, Respect, le 23 août 2003, Storm challenge Sonjay Dutt pour le titre IWA Junior Heavyweight Championship, mais sans succès. Il fait plusieurs apparitions à la CZW en janvier 2004. Il retourne alors aux États-Unis en 2005, et catche face à Petey Williams et Kevin Steen pour la Pro Wrestling Guerrilla, et contre Trik Davis pour la Independent Wrestling Association Mid-South.

### Ring of Honor
En mai 2003, Storm catche dans un match inter promotion entre la Ring of Honor et la FWA, le titre étant ROH/FWA Frontiers of Honor, où il perd face à A.J. Styles.  
Le 19 août 2018 lors de ROH Honor Re-United Day 3, il perd avec Jody Fleisch contre les Young Bucks.  

### Total Nonstop Action Wrestling
Storm fait sa première apparition à la Total Nonstop Action Wrestling (TNA) le 12 mars 2003, dans un triple threat match pour la ceinture TNA X Division, contre le champion Kid Kash et Amazing Red, Kash conserve son titre. En septembre 2003, Storm devient membre de la Team UK durant le TNA 2003 Super X Cup Tournament, il perd face à Teddy Hart dans le premier tour.

## Palmarès et accomplissements
- All Star Wrestling 
  - ASW People's Championship (1 fois)

- Association Biterroise de Catch
  - ABC Tag Team Championship (1 fois) - avec Ronin Rider

- Athletik Club Wrestling 
  - ACW Wrestling Challenge Championship (1 fois)

- British Titles 
  - British Middleweight Championship (1 fois)

- Celtic Wrestling 
  - C/W Heavyweight Champion (1 fois)

- Combat Zone Wrestling 
  - CZW Match of the Year (2002) - vs. Jody Fleisch

- Fédération Francophone de Catch 
  - 2FC Championship (1 fois)

- Frontier Wrestling Alliance / XWA 
  - British Heavyweight Championship (1 fois)
  - FWA All England Championship (2 fois)
  - FWA Gold Rush Fifteen Man #1 Contender Battle Royal (2005)

- Future Championship Wrestling 
  - FCW Heavyweight Championship (1 fois)

- Global Wrestling Force 
  - GWF Championship (1 fois)

- International Catch Wrestling Alliance 
  - ICWA Cruiserweight Championship (1 fois)

- International Wrestling Association: Switzerland 
  - IWA Switzerland Light Heavyweight Championship (1 fois)

- Nitro Pro Wrestling Alliance 
  - NPWA Tag Team Championship (1 fois) - avec Gary Wild

- One Pro Wrestling 
  - 1PW World Tag Team Championship (1 fois) - avec Jody Fleisch

- Power Slam
  - PS 50 : 2001/41, 2002/38, 2003/41, 2004/46

- Pro Wrestling Illustrated
  - Classé 92e des 500 meilleurs catcheurs en 2002

- Rings Of Europe 
  - RoE King Of Europe Championship (1 fois)

- Sliced Bread Wrestling 
  - SBW The Golden Toaster

- The Wrestling Alliance 
  - TWA British Commonwealth Championship (2 fois)
  - TWA British Welterweight Championship (2 fois)

- westside Xtreme wrestling 
  - wXw Lightweight Championship (1 fois)

- World Association of Wrestling 
  - WAW British Lightweight Championship (1 fois)

- Xtreme Pro Wrestling 
  - XPW European Championship (1 fois)